# RV & AV Excelsior in het seizoen 1954/55
Het seizoen 1954/1955 was het eerste jaar in het bestaan van de Rotterdamse betaaldvoetbalclub Excelsior. De club kwam uit in de Eerste klasse A en eindigde daarin op de vierde plaats, dit betekende dat de club in het nieuwe seizoen uitkwam op het hoogste voetbalniveau.

## Wedstrijdstatistieken

### Eerste klasse C(afgebroken)
|       | BVV   | EBOH | Hermes DVS | Kerkrade | Limburgia | NAC   | PSV   | RBC   | Sittardia | VVV   | Willem II | Xerxes |
| ----- | ----- | ---- | ---------- | -------- | --------- | ----- | ----- | ----- | --------- | ----- | --------- | ------ |
| Thuis | 0 – 3 | –    | –          | 4 – 3    | 2 – 0     | –     | –     | 2 – 3 | –         | –     | –         | –      |
| Uit   | –     | –    | 1 – 0      | –        | –         | 3 – 0 | 6 – 2 | –     | –         | 2 – 3 | –         | –      |

### Eerste klasse A
|       | Amsterdam | DOS   | Emma  | Go Ahead | SHS   | Leeuwarden | LONGA | MVV   | NAC   | Roda Sport | Stormvogels | Veendam | Zwolsche Boys |
| ----- | --------- | ----- | ----- | -------- | ----- | ---------- | ----- | ----- | ----- | ---------- | ----------- | ------- | ------------- |
| Thuis | 2 – 1     | 1 – 0 | 4 – 2 | 1 – 0    | 4 – 6 | 1 – 1      | 2 – 0 | 1 – 1 | 0 – 2 | 4 – 1      | 3 – 0       | 4 – 0   | 3 – 2         |
| Uit   | 3 – 0     | 0 – 2 | 1 – 0 | 3 – 5    | 2 – 1 | 3 – 1      | 2 – 2 | 0 – 0 | 1 – 0 | 2 – 1      | 1 – 1       | 1 – 2   | 1 – 2         |

## Statistieken Excelsior 1954/1955

### Eindstand Excelsior in de Nederlandse Eerste klasse A 1954 / 1955
| Stand | Gespeeld | Gewonnen | Gelijk | Verloren | Punten | Doelpunten voor | Doelpunten tegen |
| ----- | -------- | -------- | ------ | -------- | ------ | --------------- | ---------------- |
| 4e    | 26       | 13       | 5      | 8        | 31     | 47              | 36               |

### Eindstand Excelsior in de Nederlandse Eerste klasse C 1954 / 1955 (afgebroken)
| Stand | Gespeeld | Gewonnen | Gelijk | Verloren | Punten | Doelpunten voor | Doelpunten tegen |
| ----- | -------- | -------- | ------ | -------- | ------ | --------------- | ---------------- |
| 11e   | 8        | 3        | 0      | 5        | 6      | 13              | 21               |

### Topscorers
| #      | Naam                | Goal |
| ------ | ------------------- | ---- |
| 1.     | Nol Braams          | 20   |
| 2.     | Lo Dörr             | 9    |
| 3.     | Gerrie den Hartog   | 6    |
| 4.     | Dijkgraaf           | 2    |
| 4.     | Wim van Kilsdonk    | 2    |
| 4.     | Heimen Lagerwaard   | 2    |
| 7.     | Piet Miedema        | 1    |
| 7.     | Dick van den Polder | 1    |
| 7.     | Jan Slavenburg      | 1    |
| 7.     | Rik van Veldhuizen  | 1    |
| 7.     | Adriaan Verhulst    | 1    |
| 7.     | Arie Vermeer        | 1    |
| Totaal | Totaal              | 47   |

| #      | Naam                  | Goal |
| ------ | --------------------- | ---- |
| 1.     | Nol Braams            | 4    |
| 2.     | Gerrie den Hartog     | 3    |
| 3.     | Cees van Cortenberghe | 2    |
| 4.     | Piet Miedema          | 1    |
| 4.     | Cas Niessen           | 1    |
| 4.     | Jan Slavenburg        | 1    |
| 4.     | Marinus van der Stoep | 1    |
| Totaal | Totaal                | 13   |